# Нойман, Карл (историк искусства)
Карл Нойман (нем. Carl Neumann; 1 июля 1860, Мангейм — 9 октября 1934, Франкфурт-на-Майне) — немецкий историк искусства. Известен исследованиями творчества Рембрандта.

## Биография
Карл Нойман происходил из богатой еврейской купеческой семьи. С 1878 года он изучал историю в Гейдельбергском университете и с 1880 года в Берлине, где посещал лекции Генриха фон Трейчке и Карла Вильгельма Нича. В 1882 году Карл Нойман получил докторскую степень в Гейдельберге, защитив диссертацию о Бернаре Клервоском и начале Второго крестового похода. Затем он отправился в Базель, где Якоб Буркхардт пробудил в нём интерес к истории античного искусства, которую он затем продолжил изучать на материалах Глиптотеки в Мюнхене.
Примерно в то же время Карл Нойман вошёл в круг живописца исторического жанра Ансельма Фейербаха (он дружил с его матерью Генриеттой и другом Юлиусом Альгейером). С 1884 по 1887 год он путешествовал по Италии, а также Стамбулу, Египту, Палестине, Сирии и Афинам. В 1887 году он принял протестантизм. В 1894 году получил абилитацию в Гейдельберге за работу «Мировое положение Византийской империи до Крестовых походов» (Die Weltstellung des Byzantinischen Reiches vor den Kreuzzügen).
Как историк он особенно интересовался поздней античностью и культурой Средневековья. Как историку искусства ему было важно видеть связь древнего и современного искусства, и, вопреки академическим схемам, в своих лекциях он постоянно возвращался в прошлое из настоящего.
С конца 1880-х годов у Ноймана стали заметны симптомы маниакально-депрессивного заболевания, что привело к нескольким попыткам самоубийства и принудительной госпитализации. На этапе выздоровления он был настолько впечатлён в галерее Касселя картиной Рембрандта «Иаков благословляет детей Иосифа», что от искусства античности обратился к творчеству Рембрандта и искусству XVII века. В 1902 году вышла его книга о Рембрандте, которая укрепила его репутацию историка искусства.
В 1903—1904 годах Нойман был преподавателем кафедры истории искусств в Геттингене, а с 1904 года — профессором истории искусств в Киле в качестве преемника Адельберта Маттеи. В 1907 году он стал председателем Художественного общества земли Шлезвиг-Гольштейн. Карл Нойман организовывал множество выставок в Киле и принял активное участие в перепланировке аудитории университета и строительстве новой художественной галереи (старое здание было снесено в 1888 году), в которой также разместились институт истории искусств и Археологический институт.
В 1911 году Нойман стал профессором в Гейдельберге, откуда вышел на пенсию в 1929 году. Незадолго до смерти он переехал во Франкфурт-на-Майне.

## Научная концепция
Методология Ноймана и его подход к истории искусства был биографическим и националистическим. Его ранняя монография о Рембрандте (1902) была отвергнута историками искусства, которые считали эпоху Возрождения определяющей, а искусство XVII века упадочным. Выдающийся авторитет Вильгельм фон Боде, написавший свою книгу о Рембрандте, также не принял работу Ноймана.
Карл Нойман сосредоточил своё внимание на иррациональном элементе в творчестве Рембрандта. Как и многие, писавшие об искусстве на пороге двадцатого века, Нойман предположил, что национальные особенности определяют различные стили искусства. В Германии эту национальную особенность часто характеризовали как «средневековые ценности» (mittelalterliche Werte). Нойман рассматривал Рембрандта как часть особой, нордической «художественной воли» (Kunstwollen), которую Нойман охарактеризовал как антитезу культуре Возрождения и, одновременно, классицизму. Нойман считал, что индивидуализм в культуре приводит к варварству, хотя он решительно защищал права художников создавать искусство своего времени и не полагаться на традиционные модели. Нойман был сторонником современного искусства, того, что он называл «правами времени» в своей книге «Kampf um die Modern Kunst».

## Основные публикации
- Борьба за новое искусство (Der Kampf um die neue Kunst. Walther, Berlin 1892)
- Рембрандт (Rembrandt. Spemann, Berlin 1902)
- Лекция на открытии новой художественной галереи в Киле 15 ноября 1909 года (Festvortrag bei der Eröffnung der neuen Kunsthalle in Kiel am 15. November 1909. In: Die Heimat. Monatsschrift des Vereins zur Pflege der Natur- und Landeskunde in Schleswig-Holstein, Hamburg und Lübeck. Bd. 20 (1910), Heft 1, Januar, 1910. S. 6-10)
- Три необычных художественных побуждения Рунге, Мане, Гойи (Drei merkwürdige künstlerische Anregungen bei Runge, Manet, Goya. C. Winter, Heidelberg, 1916)
- Из мастерской Рембрандта (Aus der Werkstatt Rembrandts. C. Winter, Heidelberg, 1918)
- Рисунки Рембрандта (Rembrandt Handzeichnungen. Piper, München, 1918)
- О вере в грядущее национальное искусство (Vom Glauben an eine kommende nationale Kunst. C. Winter, Heidelberg, 1919)
- Якоб Буркхардт (Jacob Burckhardt. F. Bruckmann, München, 1927)
- Рембрандт ван Рейн: гравюры мастера в оригинальных оттисках. В 4-х томах (Rembrandt van Rijn: das radierte Werk des Meisters in originalgetreuen Handkupferdrucken. 4 Bände. Amsler, Berlin ab 1928)
- Художник Ансельм Фейербах: Поминальная речь на праздновании столетия Фейербаха в Гейдельбергском университете (Der Maler Anselm Feuerbach: Gedächtnisrede bei der Jahrhundertfeier für Feürbach an der Universität Heidelberg. C. Winters, Heidelberg, 1929)